# Io faccio il morto
Io faccio il morto (Je fais le mort) è un film del 2013 diretto da Jean-Paul Salomé.

## Trama
L'attore quarantenne Jean Renault naviga in cattive acque: tagliato fuori dal cinema a causa del suo atteggiamento ossessivo durante la registrazione del suo ultimo film, è ormai anche abbandonato dalla sua ex-moglie. Alla ricerca di un qualsiasi ruolo cinematografico presso l'ufficio di collocamento, si vede proporre dalla sua consulente un'offerta di lavoro quanto meno insolita: recitare "il morto" su alcune scene del crimine con lo scopo di aiutare la polizia a ricostruire i dettagli e le varie dinamiche.
Jean accetta e viene chiamato a lavorare a Megève, una nota località sciistica, dove è successo un triplice omicidio. Lì troverà il simpatico tenente Lamy e la pignola giudice Noémie Desfontaines insieme ai quali, anche grazie all'ossessione per i dettagli e i particolari, risolverà il caso.

## Riconoscimenti
Il film è stato presentato fuori concorso al Festival internazionale del film di Roma 2013.